# DJ Max Technika
《DJ Max Technika》，是由韩国的Pentavision株式会社研发和销售，仅在街机平台推出的音乐游戏。此游戏是“DJMAX METRO PROJECT”系列中第一部对外公开的作品。

## 機體配置
街機主體含2個螢幕，下方為22英吋的多點觸控螢幕，也是玩家操作的螢幕；上方為32英吋供其他玩家觀賞的螢幕。上下螢幕都是採用DVI畫質來顯示。
其他的配件含：震動地板、配合遊戲節奏的燈光系統以及環繞立體聲喇叭系統。機體中間有白金會員（Platinum Crew）驗證卡片的讀卡機槽。
街机主机由英特尔赛扬E1400、2GB内存、BIOSTAR（映泰）P31主機板、西部数据160GB硬盘、创新科技Audigy声卡以及ATI Radeon显卡搭建而成，运行系统核心为嵌入版Windows XP。触摸屏为红外线感应型，支持多点触摸(通过软件算法模拟而成，并非苹果公司的专利多点触摸技术)。

## 游戏说明

### 音符种类与演奏方法
玩家要在发蓝色光芒的判定线经过音符时触摸音符。如果时机得当，就会奏出和谐的音效；如果失误，连击会中断，同时玩家损失一定的能量。准确击打音符可以补充能量。当能量槽完全耗尽时，游戏结束。
- 基本音符 - 当判定线即将到达圆点音符的瞬间，在音符的位置上轻轻按下即可演奏出音效。
- 拖动音符 - 当判定线即将到达圆点音符时，按下并随着时间线的速度与音符轨迹拖到最末端。
- 重复音符 - 当判定线经过条上的紫色竖线时，单击起点的圆音符。
- 长按音符 - 按住起点的圆音符，直到判定线移动到音符的末尾。
- 锁链音符 - 沿路径随判定线拖动音符。

音符判定标准：MAX>COOL>GOOD>MISS>BREAK，MISS和BREAK都会打断连击。
BREAK損失血量為倍數成長，連續BREAK將會使遊戲更提早結束

### 游戏模式
- Lite Mixing - 简单难度，向玩家介绍基本玩法，然后可以玩3曲。游戏难度最低，而且不像Popular Mixing模式那样在线存储得分。这个模式只包含Lite谱面，并且最初不能玩到所有歌曲。自2009年10月24日起，曲目每周会逐渐开放，直至全部76曲全部可玩。
- Popular Mixing - 标准难度，可以玩3曲。多数收录歌曲都是Popular谱面。
- Technical Mixing - 困难难度，可玩4曲。玩家在众组曲中挑选一组，并于其中任选3曲演奏，系统根据前3曲演奏准确程度决定第4曲出现哪个曲目。前三首曲目过关要求保持能量在一定水平上，如果消耗能量过多，也会导致挑战失败。Technical Mixing模式的部分曲目可能在Popular Mixing无法玩到。本模式包括Technical谱面，此谱面与标准难度相比，判定线可能移动更快，或者谱面更复杂。
- Platinum Mixing - 仅对持有白金会员卡的玩家开放，且机台必须连接到互联网。此模式下包括一系列的任务。完成任务可能得到Max点数或者道具。部分隐藏曲目、曲目谱面以及Technical Mixing组曲只能通过任务解锁（注：解锁后有次数限制，用完后要重打任务，次数可累计）。这个模式下还可以参与活动和锦标赛。本模式包括独有的Special谱面，每月都会为3曲无此谱面的歌曲加上此谱面，通过此谱面可以得到奖励。

### 曲目选择
玩家选曲时间为60秒，触摸屏幕左右两侧即可滚动曲目。白金会员可在此状态下开启特殊效果。如果时间用尽，当前选择的歌会自动开始。

### 谱面设定
- Lite谱面(Lite Pattern, LP) - 仅在Lite Mixing出现，游戏里最简单的谱面。
- Popular谱面(Popular Pattern, PP) - Popular Mixing下出现，部分谱面也在Technical Mixing出现。
- Technical谱面(Technical Pattern, TP) - Technical Mixing模式下出现，不过如果完成Platinum Mixing的任务，也可以解锁此谱面并在Popular Mixing下游玩。
- Special谱面(Special Pattern, SP) - 仅在Platinum Mixing出现，曲目数不多，但是保持每月3曲的更新。

和PlayStation Portable版本的谱面对比，Popular、Technical以及Special谱面正好和Normal Style、Hard Style以及MX Style相互对应；Lite谱面则是和早期DJMax网络版的Easy Style对应。

## 白金会员
Pentavision发行了不同包装的ID卡片供Platinum Mixing模式使用。玩家可以借此管理个人信息、在线排行、道具购买以及和其他玩家对战。官方也会为白金会员举行特别活动。
如果机台未联网，会员卡仍可以存储ID、个人成绩以及Max Point点数。
注意：注册白金会员卡前，请保证至少在一台联网的主机上进行过一次游戏。

## 引用来源
1. ↑  http://www.platinumcrew.co.kr/community/noticeRead.asp?idx=3&page=7%5B%5D
2. ↑  http://www.djmax.com.tw/community_big5/noticeRead.asp?idx=5&page=10%5B%5D
3. ↑  http://www.djmax.com.hk/community/noticeRead.asp?idx=4&page=4%5B%5D
4. ↑  http://www.djmaxcn.com/community/noticeRead.asp?idx=1&page=1%5B%5D
5. ↑  .   [2009-10-18]. （原始内容存档于2009-09-22）.
6. ↑  http://www.djmax.in.th/community/noticeRead.asp?idx=1&page=1%5B%5D
7. ↑  http://www.djmax.com.tw/community_big5/noticeRead.asp?idx=134&page=1%5B%5D